# Faust et Hélène
Faust et Hélène est une cantate pour mezzo-soprano, ténor, baryton et orchestre de Lili Boulanger composée en 1913. C'est avec cette œuvre qu'elle remporte le Prix de Rome la même année, devenant la première femme à obtenir cette récompense (sa sœur, Nadia Boulanger, avait obtenu un second prix en 1908).

## Contexte
Lili Boulanger avait tenté de remporter le prix de Rome en 1912, mais se désista pour cause d'ennuis de santé. Se présentant l'année suivante, elle devient la première femme à remporter le premier grand prix de Rome de composition musicale avec sa cantate Faust et Hélène.

## Composition
Cet « épisode lyrique », à l'incipit « Esprits qui voltigez dans l'ombre du soir calme », est composé durant la mise en loge (au château de Compiègne) du concours du prix de Rome, du 22 mai au 21 juin 1913.
Faust et Hélène est composé sur un poème d'Eugène Adenis, qui s'est basé sur le second Faust de Goethe (dans la traduction de Gérard de Nerval). Mireille Gaudin relève que le texte d'Adenis « offre un raccourci de situations théâtrales bien cataloguées : sommeil, vol des esprits bienveillants, scène d'amour, évocation des spectres, malédiction divine ».
La cantate dure environ 30 minutes. Elle est écrite pour trois solistes vocaux (une mezzo-soprano, un ténor et un baryton) et orchestre. Pour l'orchestre, la nomenclature est : 2 flûtes, 1 piccolo (jouant 3e flûte), 2 hautbois, 1 cor anglais, 2 clarinettes, 1 clarinette basse, 2 bassons, 1 sarrussophone, 4 cors, 3 trompettes, 2 cornets, 3 trombones, 1 tuba, timbales, percussions (grosse caisse, cymbales, triangle), célesta, 2 harpes et cordes (premiers violons, seconds violons, altos, violoncelles et contrebasses). Les rôles vocaux sont : Faust (ténor), Méphistophélès (baryton) et Hélène (mezzo-soprano).

## Édition et création
La partition chant et piano est éditée en 1913 par la Société anonyme des éditions Ricordi (cotage R. 1), la partition d'orchestre en 1920 (Ricordi, cotage R. 190). La cantate est dédiée à Nadia Boulanger.
L'œuvre est donnée en première audition le 5 juillet 1913 à Paris, à l'Institut de France, lors du jugement du concours de composition musicale du prix de Rome, avec Claire Croiza (mezzo-soprano), David Devriès (ténor), Henri Albers (baryton) et Nadia Boulanger (piano). La version avec orchestre est créée le 8 novembre 1913 lors de la séance publique annuelle de l'Académie des beaux-arts, sous la direction d'Henri Büsser. Elle est reprise en concert le 16 novembre 1913 par les Concerts Colonne au Théâtre du Châtelet, sous la direction de Gabriel Pierné, avec Claire Croiza, David Devriès et Alexis Ghasne en solistes.
La première audition américaine de Faust et Hélène a lieu au Carnegie Hall de New York le 28 décembre 1918, avec Julia Claussen (mezzo-soprano), Craig Campbell (ténor), Edgar Schofield (baryton), le Symphony Society Orchestra dirigé par Walter Damrosch.

## Commentaires
Concernant l'œuvre, le jugement du jury du prix de Rome est ainsi motivé : « Intelligence du sujet. Justesse de la déclamation. De la sensibilité et de la chaleur. Sentiment poétique. Orchestre intelligent et coloré. Cantate remarquable ».  

## Discographie
- Lili Boulanger : Psaume 24 – Faust et Hélène – D’un soir triste – D’un matin de printemps – Psaume 130, City of Birmingham Symphony Chorus (en), BBC Philharmonic (dir. Yan Pascal Tortelier), Lynne Dawson (mezzo-soprano), Ann Murray (mezzo-soprano), Bonaventura Bottone (en) (ténor), Neil MacKenzie (ténor), Jason Howard (basse), Chandos, 1999[8].
- Gramophone Classical Music Awards (2000)